# Wenatchee
Wenatchee ist der County Seat und die größte Stadt des Chelan County im Zentrum des US-amerikanischen Bundesstaates Washington. Bei der Volkszählung im Jahr 2020 hatte die Stadt 35.508 Einwohner.
Die Stadt wurde nach dem Indianerstamm der Wenatchi (auch: Wenatchee) benannt. Aufgrund der zahlreichen Apfelplantagen im Tal von Wenatchee trägt der Ort den Spitznamen Apple Capital of the World. Wegen des Columbia Damms sind die Strompreise in dieser Stadt niedrig. Daher haben dort große Dienstleister wie Blackrock, Microsoft oder Yahoo Serverstandorte.

## Geographie
Wenatchee liegt am Zusammenfluss von Wenatchee und Columbia, an den östlichen Vorläufern der Kaskadenkette. Der Ort liegt auf der westlichen Seite des Columbia, gegenüber auf der anderen Flussseite liegt East Wenatchee. Der Columbia bildet die Grenze zwischen Chelan County und Douglas County. Wenatchee ist die größte Stadt des zu Statistikzwecken definierten Wenatchee–East Wenatchee, Washington Metropolitan Statistical Area, das beide Countys umfasst.
Im Norden der Stadt liegt der Wenatchee Confluence State Park, der mit 200 Vogelarten nicht nur eine ökologische, sondern mit 35–40.000 Übernachtungen auch eine touristische und wirtschaftliche Rolle spielt.
Der Flughafen der Stadt ist der Pangborn Memorial Airport, der sich auf der anderen Flussseite in East Wenatchee befindet.

## Demografische Daten
Nach der Volkszählung im Jahr 2010 lebten in Wenatchee 31.925 Menschen in 11.926 Haushalten. Die Bevölkerungsdichte betrug 1793,5 Einwohner pro Quadratkilometer.
Ethnisch betrachtet setzte sich die Bevölkerung zusammen aus 76,7 Prozent Weißen, 0,4 Prozent Afroamerikanern, 1,2 Prozent amerikanischen Ureinwohnern, 1,1 Prozent Asiaten sowie aus anderen ethnischen Gruppen; 3,1 Prozent stammten von zwei oder mehr Ethnien ab. Unabhängig von der ethnischen Zugehörigkeit waren 29,4 Prozent der Bevölkerung spanischer oder lateinamerikanischer Abstammung.
In den 11.926 Haushalten lebten statistisch je 2,53 Personen.
26,1 Prozent der Bevölkerung waren unter 18 Jahre alt, 58,7 Prozent waren zwischen 18 und 64 und 15,2 Prozent waren 65 Jahre oder älter. 51,1 Prozent der Bevölkerung war weiblich.

Das jährliche Durchschnittseinkommen eines Haushalts lag bei 44.156 USD. Das Prokopfeinkommen betrug 22.942 USD. 12,8 Prozent der Einwohner lebten unterhalb der Armutsgrenze.

## Söhne und Töchter der Stadt
- Walt Horan (1898–1966), Politiker
- Noreen Nash (1924–2023), Schauspielerin
- William C. Dement (1928–2020), Pionier der Schlafforschung
- Don Lanphere (1928–2003), Tenor- und Sopransaxophonist des Modern Jazz
- Geefwee Boedoe (* 1965), Animator und Buchillustrator
- Tyler Farrar (* 1984), Radrennfahrer
- Elizabeth Zharoff (* 1986), Opernsängerin und YouTuberin